# Umar Johnson
 (mars 2023).
Pour les articles homonymes, voir Johnson.
Umar Rashad Ibn Abdullah-Johnson, né Jermaine Shoemake le 21 août 1974 à Philadelphie, en Pennsylvanie, est  conférencier motivateur, psychologue, activiste et personnalité des réseaux sociaux américain qui se concentre sur le panafricanisme,.

## Petite enfance et éducation
Sa belle-mère, Bernice Elizabeth Dockins Abdullah-Johnson, est institutrice et son père a fait changer son nom.
Johnson fréquente les écoles primaires Duckery et Meade dans son quartier natal de Philadelphie Nord. Il fréquente ensuite l'ancienne école secondaire Beeber Junior High School, où il est inscrit au programme Start Now, destiné aux élèves doués. Après avoir obtenu son diplôme à Beeber en 1988, il est inscrit par son père à la Scotland School for Veterans' Children, où il obtient son diplôme en juin 1992. La même année, Johnson s'inscrit à l'université Millersville de Pennsylvanie, où il obtient en 1997 deux licences en psychologie et en sciences politiques. En 2012, il est diplômé du Philadelphia College of Osteopathic Medicine, où il obtient un doctorat en psychologie.

## Carrière

### Parution de livres et de documentaires

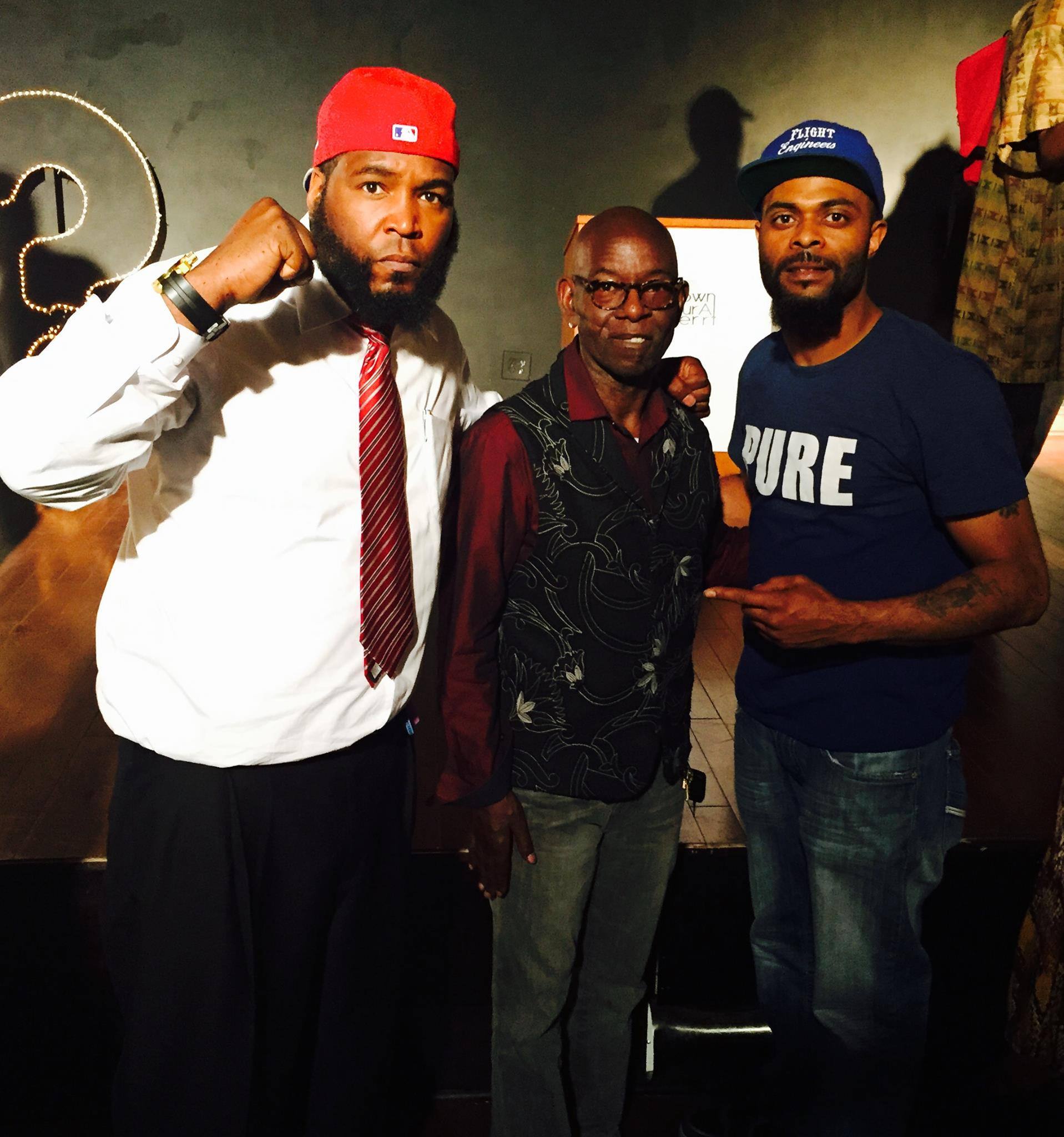
Umar Johnson (à gauche) en 2015.

En 2011, il participe à l'émission The Untold History of People of Aboriginal, Moor, and African Descent, réalisée par Tariq Nasheed. En 2013, Johnson publie Psycho-Academic Holocaust : The Special Education & ADHD Wars Against Black Boys, un livre dans lequel il soutient que le TDAH est de plus en plus mal diagnostiqué dans la communauté noire et que le système éducatif utilise le TDAH pour stigmatiser les enfants noirs,. Dans un clip vidéo de 2017, Johnson affirme que « le TDAH n'existe pas. Le trouble de l'apprentissage n'existe pas non plus ». 

### Projet scolaire
En juin 2014, Umar Johnson déclare qu'il allait lever 5 millions de dollars pour acheter l'ancien campus du Saint Paul's College à Lawrenceville, en Virginie, qui avait fermé ses portes en 2013 en raison de difficultés financières, et le renommer Frederick Douglass Marcus Garvey Academy, pour en faire un internat pour garçons noirs,. Il affirme avoir suffisamment de fonds pour acheter le site de Saint Paul's en 2014, mais ne le fait pas. En 2015, Johnson affirme qu'il ouvrira l'école l'année suivante.
Charing Ball, écrivant dans le magazine en ligne MadameNoire, décourage les dons pour le projet, citant les commentaires « homophobes et misogynes » de Johnson dans les vidéos YouTube. En 2015, il ouvre un GoFundMe pour collecter des fonds pour « acquérir et réhabiliter » soit l'ancien Saint Paul soit la Chamberlain-Hunt Academy à Port Gibson, Mississippi. En 2017, The Root le critique pour ne pas avoir fourni de documentation financière démontrant qu'il avait effectivement utilisé une partie des fonds pour l'école. Bien que Johnson prétende avoir demandé le statut d'organisation à but non lucratif exonérée d'impôt 501(c)(3) en 2015, il n'y a aucune trace d'une demande auprès de l'IRS en 2017. En 2019, un commentateur de Root critique Johnson pour n'avoir jamais fourni de plan d'affaires, obtenu une licence, publié des reçus ou pris d'autres mesures en vue de la construction de l'école, bien que Johnson ait affirmé en 2017 avoir recueilli 400 000 $ ou 700 000 $ pour l'école. En avril 2021, Johnson déclare que l'école avait terminé la construction mais n'était pas prête à accueillir des classes.

### Commentaires, activisme et controverses sur les réseaux sociaux
En tant que figure des réseaux sociaux, Johnson est suivi par 789 000 comptes sur Instagram et plus de 163 000 sur Twitter en 2021. Son commentaire est panafricaniste (que Johnson rend comme « panafrikaniste »), et il a appelé les Noirs américains à s'identifier au peuple africain dans son ensemble plutôt qu'aux religions, nationalités, professions et organisations fraternelles individuelles. Il s'est référé à lui-même sur son site Web comme le « prince du panafricanisme ».
Umar Johnson a prétendu à plusieurs reprises avoir un lien familial avec Frederick Douglass, affirmant souvent être un « descendant direct » de l'abolitionniste du XIXe siècle et du leader des droits civique,. La famille Douglass a publié une déclaration disant que « Nous pouvons vous dire avec une certitude de 100 % qu'il [Johnson] n'est pas un descendant de Frederick Douglass ».
En décembre 2017, il reçoit l'ordre de se présenter à une audience devant le Pennsylvania State Board of Psychology le mois suivant,. Il est accusé de pratiquer la psychologie sans licence. Johnson a nié avoir prétendu être un psychologue agréé en exercice, et le Pennsylvania State Board of Psychology a mis fin aux poursuites,.
En janvier 2020, après la mort de Kobe Bryant, Umar Johnson suggére à tort que l'hélicoptère avait été saboté dans le cadre d'une tentative d'assassinat commanditée par la NBA et l'industrie pharmaceutique,,. En mai 2021, il critique Kevin Samuels en disant qu'il « calomnie et critique les femmes noires qui n'imitent pas les normes eurocentriques de beauté et de succès »,. En septembre 2021, il anime un Instagram Live où il se marie avec deux femmes.
Dans ses discours et ses messages sur les médias sociaux, Johnson promeut la désinformation, y compris un post Instagram viral affirmant faussement que Bill Gates cherchait à faire mourir « au moins 3 milliards de personnes » dans le cadre d'un plan de contrôle de la population. Johnson a également accusé sans fondement le Population Council et Planned Parenthood d'« utiliser l'homosexualité comme stratégie de contrôle de la population dans la communauté noire ». Dans un discours prononcé en 2021 à l'université de Lehigh, Johnson a critiqué l'ancien président Barack Obama, affirmant que son administration « a cédé mes droits civiques aux LGBTQ, ... au mouvement féministe, ... à la société civile ». Dans divers discours, Johnson a également critiqué le président Joe Biden, affirmant qu'il n'avait pas fait assez pour protéger les Noirs des violences policières,.
De nombreuses personnes ont critiqué Johnson, notamment des commentateurs des magazines The Root (dont les commentateurs se sont moqués de Johnson en le qualifiant de « hotep »),, et TheGrio. Le commentateur sud-africain Khanya Mtshali, dans une tribune publiée en 2022 dans le journal sud-africain Mail & Guardian, a comparé Johnson à Louis Farrakhan et a déclaré que les deux hommes « se sont livrés à une performance loufoque de panafricanisme ». Anwar Curtis, contributeur d'opinion à PennLive, a défendu Johnson, le décrivant dans un article d'opinion de 2017 comme un « penseur conservateur et afro-centrique de renom » et un « vaisseau dévoué... pour son peuple ».
En avril 2017, Johnson a fondé la National Independent Black Parent Association à Leimert Park, Los Angeles.